# William Meynard

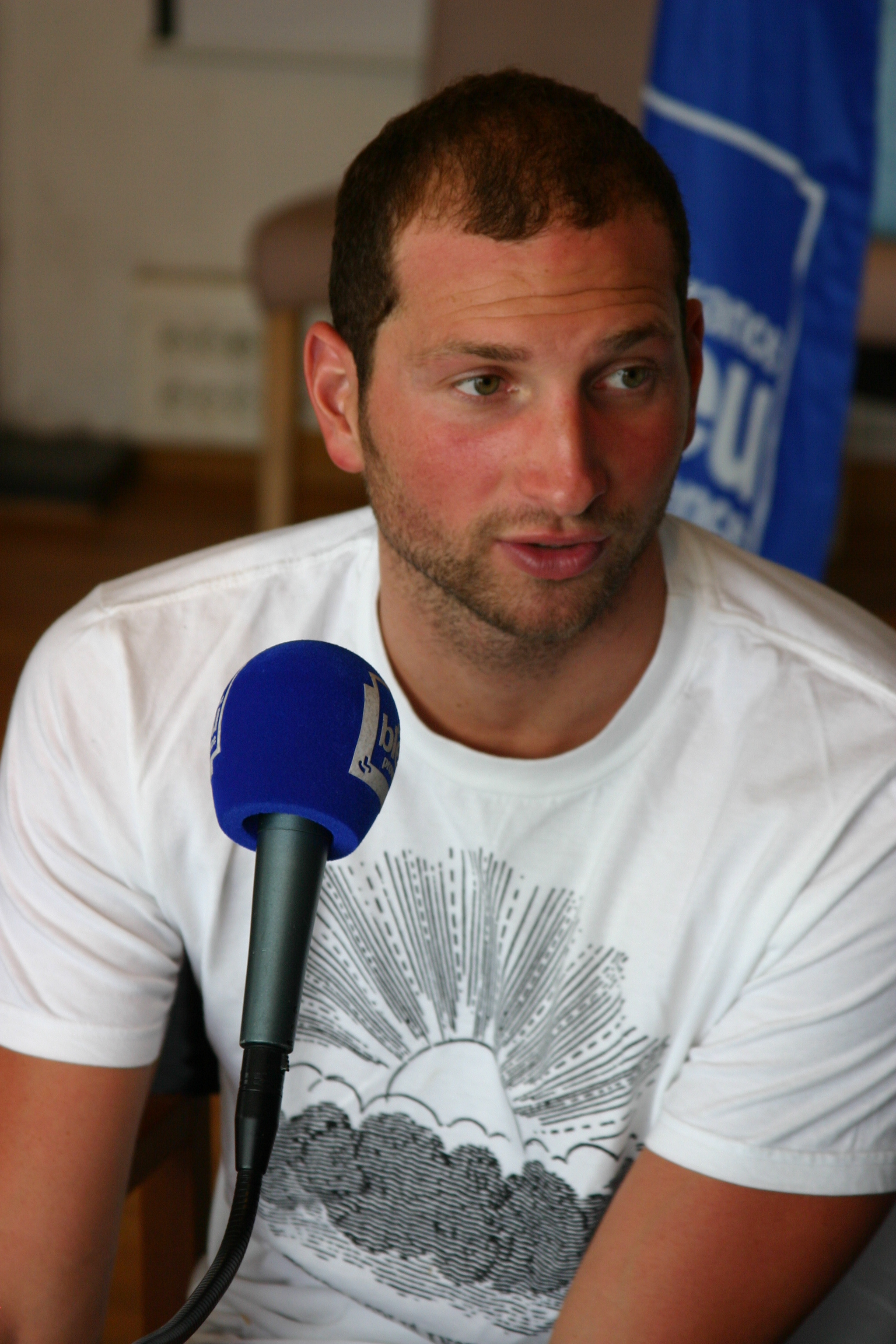
William Meynard 2012 beim Interview mit dem Sender France Bleu Provence.

William Marius Dorian Meynard (* 11. Juli 1987 in Marseille) ist ein ehemaliger französischer Schwimmer. Er erschwamm eine olympische Silbermedaille. Bei Weltmeisterschaften erhielt er einmal Gold, einmal Silber und zweimal Bronze auf der 50-Meter-Bahn sowie einmal Gold auf der 25-Meter-Bahn. Bei Europameisterschaften gewann er zweimal Gold, einmal Silber und einmal Bronze.

## Sportliche Karriere
Der 1,90 Meter große William Meynard startete für den Schwimmverein CN Marseille. 
Bei den Mittelmeerspielen 2009 in Pescara gewann Meynard die Goldmedaille mit der französischen 4-mal-100-Meter-Freistilstaffel. Kurz darauf bei den Weltmeisterschaften in Rom erreichte die französische 4-mal-100-Meter-Freistilstaffel mit Fabien Gilot, William Meynard, Grégory Mallet und Amaury Leveaux das Finale mit der zweitschnellsten Vorlaufzeit. Im Endlauf waren Fabien Gilot, Alain Bernard, Grégory Mallet und Frédérick Bousquet anderthalb Sekunden schneller als die Vorlaufstaffel und wurden Dritte hinter der US-Staffel und den Russen. Meynard und Leveaux erhielten für ihren Vorlaufeinsatz ebenfalls eine Bronzemedaille, wie dies seit 1984 üblich ist.
2010 bei den Europameisterschaften 2010 in Budapest schwamm die 4-mal-100-Meter-Freistilstaffel mit Fabien Gilot, William Meynard, Boris Steimetz und Amaury Leveaux die schnellste Vorlaufzeit. Im Finale waren Fabien Gilot, Yannick Agnel, William Meynard und Alain Bernard als Zweite am Ziel, Gold ging an die Russen. Über 100 Meter Freistil siegte Alain Bernard mit 0,03 Sekunden Vorsprung vor dem Russen Jewgeni Lagunow, weitere 0,04 Sekunden dahinter schlug Meynard als Dritter an. In der 4-mal-100-Meter-Lagenstaffel waren Jérémy Stravius, Hugues Duboscq, Clément Lefert und William Meynard 0,03 Sekunden hinter den Niederländern die zweitschnellste Staffel im Vorlauf. Im Finale siegten Camille Lacourt, Hugues Duboscq, Frédérick Bousquet und Fabien Gilot mit einer fast fünf Sekunden schnelleren Zeit als die Vorlaufstaffel vor den Russen und den Niederländern. Im Dezember 2010 fanden in Dubai die Kurzbahnweltmeisterschaften 2010 statt. Frédérick Bousquet, William Meynard, Alain Bernard und Boris Steimetz erreichten den Endlauf mit der sechstschnellsten Zeit. Im Endlauf schwammen Alain Bernard, Frédérick Bousquet, Fabien Gilot und Yannick Agnel über fünf Sekunden schneller als die Vorlaufstaffel und siegten mit 0,04 Sekunden Vorsprung auf die russische Staffel.
Im Jahr darauf bei den Weltmeisterschaften 2011 in Shanghai waren Alain Bernard, Jérémy Stravius, William Meynard und Fabien Gilot die Vorlaufschnellsten. Im Finale siegten die Australier mit 0,14 Sekunden Vorsprung vor den Franzosen, die in der gleichen Aufstellung wie im Vorlauf antraten. Über 100 Meter Freistil siegte der Australier James Magnussen vor dem Kanadier Brent Hayden und William Meynard, der eine Hundertstelsekunde vor dem Brasilianer César Cielo anschlug. Für die Olympischen Spiele 2012 konnte sich Meynard nicht qualifizieren.
2013 bei den Weltmeisterschaften in Barcelona waren William Meynard, Grégory Mallet, Fabien Gilot und Amaury Leveaux die viertschnellste Staffel im Vorlauf. Im Finale siegten Yannick Agnel, Florent Manaudou, Fabien Gilot und Jérémy Stravius mit 0,24 Sekunden Vorsprung vor der US-Staffel. Danach konnte sich William Meynard erst wieder 2016 für eine große Meisterschaft qualifizieren. Bei den Europameisterschaften in London waren Clément Mignon, William Meynard, Fabien Gilot und Lorys Bourelly die Vorlaufschnellsten, im Finale siegten Mignot, Meynard, Gilot und Florent Manadou. Drei Monate später bei den Olympischen Spielen 2016 in Rio de Janeiro schwamm die französische 4-mal-100-Meter-Freistilstaffel mit Clément Mignon, William Meynard, Fabien Gilot und Mehdy Metella die viertschnellste Vorlaufzeit. Im Endlauf waren Metella, Gilot, Manaudou und Stravius fast drei Sekunden schneller als die Vorlaufstaffel und wurden Zweite hinter der US-Staffel.